# Ätran (Ort)
Ätran ist ein Ort (schwedisch Tätort) in der schwedischen Provinz Hallands län in der Gemeinde Falkenberg.

## Lage
Der Ort Ätran liegt im nordöstlichen Teil der Gemeinde Falkenberg. Der Fluss Ätran fließt durch den Ort. Etwa fünf Kilometer östlich liegt der Ort Fegen. Ullared liegt etwa 20 Kilometer westlich. Die Fernstraße (schwedisch Länsväg) 153, die Varberg mit Värnamo verbindet, durchquert den Ort, weitere Straßen führen nach Drängsered im Süden und Gunnarp im Norden. Die Landschaft um den Ort ist von Waldgebieten mit einzelnen Seen geprägt.

## Geschichte

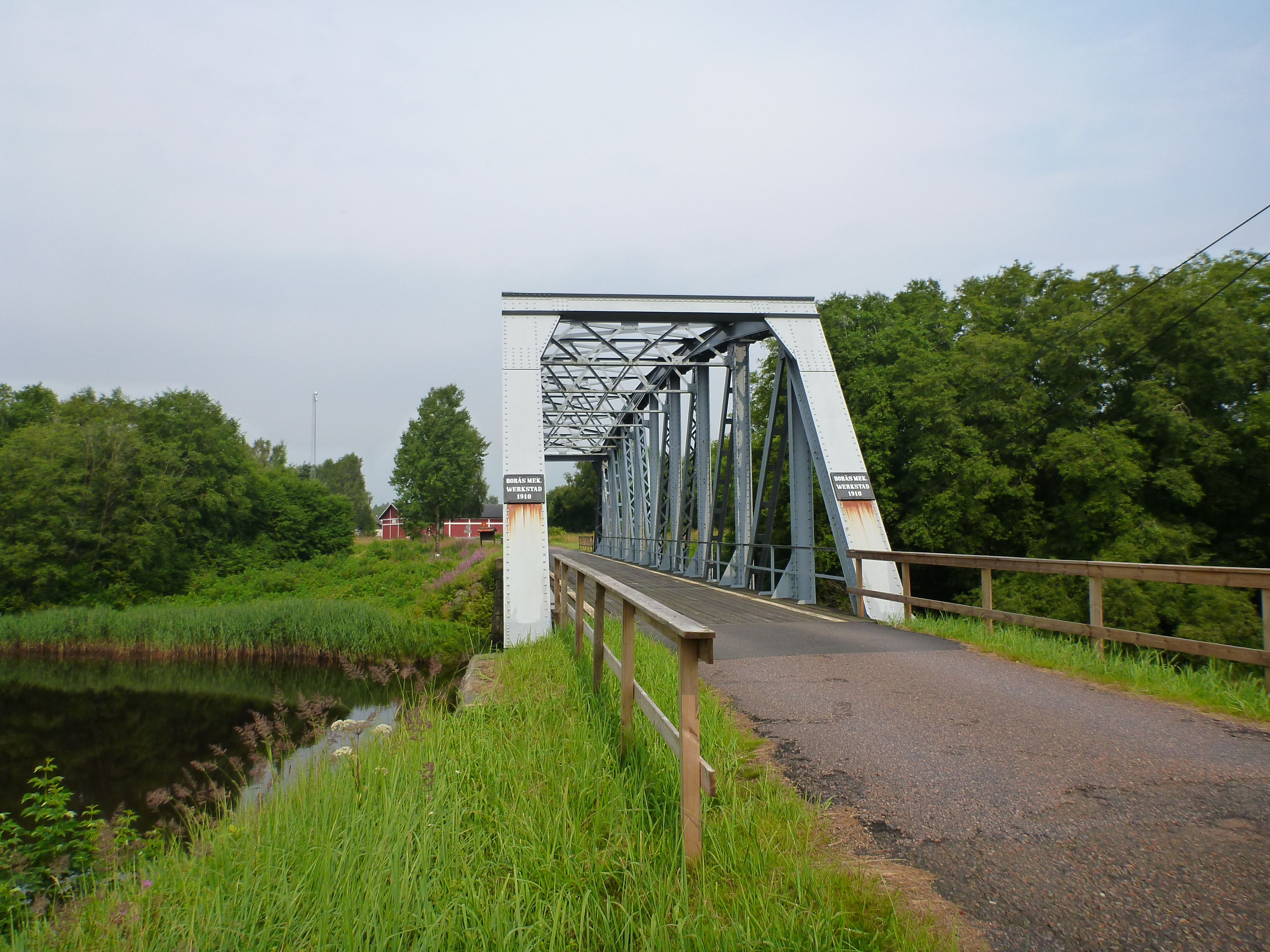
Ehemalige Eisenbahnbrücke der Bahnstrecke Varberg–Ätran über den Ätran

Die Stadt wuchs mit dem Bau der Eisenbahn. Bereits im Jahr 1887 erreichte die Bahnstrecke Fegen–Ätran, die schon in Fegen Anschluss an die Bahnstrecke Kinnared–Fegen hatte den Ort. Im Jahr 1911 konnte auch die Verbindung an die Westküste, mit Hilfe der Bahnstrecke Varberg–Ätran fertiggestellt werden. Mit dem Holzhandel und der Möglichkeit des Umschlags auf die Bahn begann die Stadt zu wachsen. Der Bahnbetrieb wurde 1961 eingestellt, der ehemalige Lokschuppen in Ätran wurde 1998 abgerissen. Heute erinnert noch die Brücke aus dem Jahr 1910 über den Ätran an die Eisenbahn im Ort.

## Wirtschaft
Die Firma SKAB (Specialkarosser AB), die Spezialaufbauten für Lastwagen herstellt hat ihren Sitz in Ätran und bietet etwa 200 Arbeitsplätze. Weiterhin gibt es eine Schule, eine Tankstelle, einen Supermarkt und einen Kiosk im Ort.

## Sehenswürdigkeiten
- Die Bahnstrecke Varberg–Ätran zwischen Fegen und Ullared ist als Fahrradweg ausgebaut und verläuft ab Ätran abseits der Fernstraße.
- Das Naturschutzgebiet Fegen, das Teile des Sees Fegen und einige Ländereien darum umfasst sowie das Naturschutzgebiet Yttra Berg[3] befinden sich in der Nähe.